# Guttera plumifera
La pintada plumífera  o guineo plumífero (Guttera plumifera) es una especie de ave galliforme de la familia Numididae propia de África tropical.

## Subespecies
Se reconocen dos subespecies de Guttera plumifera:
- Guttera plumifera plumifera - del sur de Camerún a la cuenca del Congo, norte de Gabón y norte de Angola.
- Guttera plumifera schubotzi - del norte de Zaire al Valle del Rift y bosques al oeste del lago Tanganica.